# Othresypna punctosa
Othresypna punctosa là một loài bướm đêm trong họ Noctuidae.